# Pierre Harmel
Pierre Charles José Marie hrabia Harmel (ur. 16 marca 1911 w Uccle, zm. 15 listopada 2009 w Brukseli) – belgijski polityk, prawnik i nauczyciel akademicki, długoletni parlamentarzysta, minister w różnych resortach, w latach 1965–1966 premier Belgii, od 1973 do 1977 przewodniczący Senatu.

## Życiorys
Kształcił się na Uniwersytecie w Liège, na którym ukończył studia prawnicze oraz uzyskał magisterium z nauk społecznych. Był aplikantem adwokackim i asystentem na macierzystej uczelni, w drugiej połowie lat 40. uzyskał pełną profesurę na Uniwersytecie w Liège, na którym wykładał do 1981. Działał w katolickiej organizacji młodzieżowej ACJB, której przewodniczył w latach 1936–1938. W 1945 został wiceprzewodniczącym grupy refleksji „La Relève”. Zaangażował się w działalność polityczną w ramach chadeckiego ugrupowania PSC-CVP, po podziale partii był członkiem francuskojęzycznej Partii Społeczno-Chrześcijańskiej. W 1946 po raz pierwszy uzyskał mandat posła do Izby Reprezentantów, odnawiał go w kolejnych wyborach, wykonując go do 1971. Inicjator powstania utworzonego w 1948 ośrodka badawczego zajmującego się problemami społecznymi, politycznymi i prawnymi dwóch odrębnych językowo belgijskich regionów, które powszechnie zaczęto określać mianem „Centrum Harmela”.
Od czerwca 1950 do kwietnia 1954 zajmował stanowisko ministra edukacji w rządach, którymi kierowali kolejno Jean Duvieusart, Joseph Pholien i Jean Van Houtte. W okresie urzędowania przeprowadził szereg reform w systemie oświaty, m.in. dotyczących kwestii subsydiowania placówek oświatowych i nadzoru nad nimi. Zmiany te zostały cofnięte przez Léo Collarda, który w 1954 z ramienia socjalistów przejął kierownictwo resortu edukacji. Trwający w latach 50. spór o kształt belgijskiego szkolnictwa, nazywany „wojną szkolną”, został ostatecznie zakończony porozumieniem z końca tej dekady; Pierre Harmel przyczynił się do powstania tekstu ugody. W czerwcu 1958 Gaston Eyskens powierzył mu funkcję ministra sprawiedliwości. W listopadzie tegoż roku przeszedł na stanowisko ministra kultury w kolejnym rządzie tegoż premiera. Zajmował je do września 1960, po czym do marca 1961 sprawował urząd ministra administracji publicznej w nowym gabinecie Gastona Eyskensa. W latach 1964–1965 kierował walońskim oddziałem CVP-PSC.
Od lipca 1965 do marca 1966 pełnił funkcję premiera; ustąpił wobec niemożności przeforsowania w parlamencie zmian w konstytucji. Następnie do stycznia 1973 był ministrem spraw zagranicznych w rządzie Paula Vanden Boeynantsa i w dwóch gabinetach Gastona Eyskensa. W 1971 został dokooptowany w skład Senatu, w którym zasiadał do 1977. Od października 1973 do czerwca 1977 stał na czele wyższej izby federalnego parlamentu. W latach 1974–1977 był członkiem tymczasowej rady regionalnej Regionu Stołecznego Brukseli. W późniejszych latach działał w samorządzie lokalnym jako radny Uccle (1977–1982) i Woluwe-Saint-Pierre (1983–1984).

## Życie prywatne
Był żonaty z Marie-Claire Van Gehuchten, miał sześcioro dzieci.

## Odznaczenia i wyróżnienia
W 1973 otrzymał tytuł ministra stanu. W 1991 król Baldwin I nadał mu tytuł hrabiowski. Odznaczony m.in. Orderem Leopolda I klasy oraz Orderem Leopolda II II klasy.